# Первый футур
Futur I — сложное будущее время, одно из шести времён немецкого языка. Наряду с Futur II выступает показателем отнесения действия к будущему. По частоте своего употребления первое будущее время используется более часто, чем второе. Последнее постепенно выходит из употребления в литературной речи и уже практически не используется в разговорной.

## Употребление Futur I
Как время Futur I имеет следующие функции употребления:
- Передача действия в будущем: Ich werde morgen früher aufstehen — Завтра я встану раньше;
- При относительном употреблении выражение одновременности действий: «Wenn ich werde trinken wollen», sagte Klaus, «wirst du mir den Krug geben» — «Когда я захочу пить», сказал Клаус, «ты подашь мне кружку».
- В некотором роде Futur I может выступать в качестве Imperativ (такое употребление, характерное для многих европейских языков, сопровождается соответствующей повелительной интонацией): Du wirst um jeden Preis kommen! — Ты придёшь любой ценой!

В немецком языке первое будущее время часто подменяется на Präsens. Это связано с относительной простотой конструкции, а также её понятностью для носителей языка. Так, выражение Ich komme, которое следует понимать как «Я иду» в настоящем времени, в контексте речи может пониматься как «Я приду». Повлиять на семантику в состоянии, например, наречия: Ich komme bald — Я скоро приду.

## Образование Futur I
Futur I — сложное время, потому, что как в Perfekt, Plusquamperfekt или Futur II, оно имеет сложную конструкцию, состоящую из вспомогательного и смыслового глаголов. Вспомогательным для обоих будущих времён является глагол werden, а смысловой — пребывает в форме Infinitiv I (для второго времени используется второй инфинитив). Futur I существует в изъявительном (Indikativ) и сослагательном (Konjunktiv) наклонениях двух залогов — активного (Aktiv) и пассивного (Passiv).
В пассивной конструкции изъявительного наклонения (Indikativ Passiv) первое будущее время образуется соответственно из вспомогательного глагола самой пассивной конструкции в будущем времени (то есть wird werden — дословно: «будет становиться (быть)») и второе причастие (Partizip II). Например: Dieser Text wird von mir übersetzt werden — Этот текст будет мной переведён. Часто вместо Futur Passiv также используют Präsens Passiv.
Способы образования форм активного и пассивного залогов сослагательного наклонения (Konjunktiv Aktiv и Konjunktiv Passiv) имеют шаблонный характер, поскольку конструкции всех времён конъюнктива в обоих случаях похожи. Так, образование Futur I Konjunktiv Aktiv требует постановки вспомогательного глагола werden в Präsens Konjunktiv, что характерно и для других презентных форм. Соответственно, в пассивной конструкции сослагательного наклонения каждое время образует вспомогательный глагол конъюнктивом активного залога. Особая роль принадлежит первому кондиционалису (Konditionalis I), образованному от Futur I с претеритом глагола werden и по значению близкому к Präteritum Konjunktiv.